# كتاب التنفس
كتاب التنفس أو كتب التنفس هي مجموعة من النصوص الجنائزية المصرية القديمة المتأخرة، وتهدف إلى تمكين الشخص المتوفى من الاستمرار في الوجود في الحياة الآخرة. وتعود أقرب التواريخ المعروفة لكتابتها أو نسخها إلى حوالي 350 ق.م. وتعود نسخ أخرى منها إلى العصر اليوناني الروماني من التاريخ المصري، في وقت متأخر من القرن الثاني الميلادي.
سميت الكتب أصلا «رسالة التنفس التي صنعتها إيزيس من أجل أخيها أوزوريس» ، «الحرف الأول للتنفس» ، و «الحرف الثاني للتنفس». وتظهر نسخ متنوعة من نفس الكتاب، وكثيرا ما يخلط العلماء بين هذه النسخة المختلفة. وقد استخدم في عناوينها مصطلح «التنفس» كمصطلح مجازي لجميع جوانب الحياة التي يرغب ويأمل المتوفى في أن يمارسها مرة أخرى في الحياة الأخرى. وتحض النصوص مختلف الآلهة لقبول المتوفى في صحبتهم.
و يؤكد علماء المصريات أن بعض البرديات التي ادّعى جوزيف سميث استخدامها لترجمة «كتاب إبراهيم» (و هو الكتاب الذي قال إن النبي أبراهام (إبراهيم) قد كتبه عندما كان في مصر) هي في الواقع أجزاء من كتب التنفس. ويقول الباحث المورموني «هيو نيبلي» (من ولاية يوتا الأمريكية)، الذي تم تعيينه من قبل كنيسة يسوع المسيح لقديسي الأيام الأخيرة لتعلم المصرية القديمة من أجل الدفاع عن الادعاء بأن جوزيف سميث قد وجد وترجم وثيقة كتبها إبراهيم بنفسه، معطياً وصفا موجزا لكتاب التنفس:
"كتاب التنفس هو قبل كل شيء، كما يلاحظ بونيه، مركب، يتكون من "تجميع ومقتطفات من المصادر الجنائزية القديمة والصيغ المشروحة."  وفي كتاب التنفس الثاني، بالكاد يمكن تمييزها، فإنه يمزج كتابات سابقة من "كتاب المرور إلى الأبدية" و "كتاب الآخرة"، و "كتاب البوابات"، التي نتعرف على معظم الأفكار وحتى العبارات الواردة فيها من بردية "سن سن".